# María Cabezudo Chalons
María Cabezudo Chalons (Badajoz, 10 de febrero de 1821 - Badajoz, 19 de julio de 1902) fue una poetisa española romántica que formó parte de la Hermandad Lírica, cuya voz principal era la poetisa Carolina Coronado.

## Trayectoria
La familia de su madre era de origen francés que residía en Badajoz desde el siglo XVIII y su padre de origen palentino. Fue miembro de la sección literaria del Liceo de Badajoz junto a Carolina Coronado. Este Liceo se creó en 1844, siendo una de sus principales promotoras Coronado. Surgió también un periódico, primero llamado Liceo de Badajoz (1844) y con posterioridad El Pensamiento. Periódico de Literatura, ciencias y artes (1844-1845). En él colaboró Cabezudo junto a la también poetisa Vicenta García Miranda.
En 1845, un poema suyo formó parte del Pensil del bello sexo, considerada la primera antología de poetisas de España. También fue publicado un poema suyo en Los hijos de Eva. Semanario de literatura, ciencias y artes, revista que comenzó a publicarse en Alicante el 14 de enero de 1849 y después continuó en Madrid el 14 de octubre durante cuatro meses. Otras colaboradoras de dicha revista fueron Carolina Coronado, Amalia Fenollosa, Dolores Cabrera, Robustiana Armiño y Gertrudis Gómez de Avellaneda. Este poema fue publicado a instancias de Coronado y en él, Cabezudo, evocaba lugares, personajes y experiencias de una vida no vivida reflejando sus ansias de libertad.
Además otros poemas se han conservado en un manuscrito autógrafo. Está formado por 32 composiciones, si bien la dedicada al periodista y escritor Gabino Tejado fue copiada por duplicado (“Acento sonoro de tierna poesía”). La mayor parte de los poemas fueron compuestos durante la época de su colaboración con el Liceo, entre 1845 y 1849. dos de ellos están datados en 1850 en Badajoz; algunos de 1851 y 1852 escritos durante sus estancias en agosto en el Balneario de Baños de Montemayor; un conjunto fechado en 1867 y un par décadas después, de 1890 y 1898. Dos de ellos fueron publicados en El Pensamiento. También se conserva un diario dedicado a Coronado en el que se pone manifiesto la influencia de esta en las poetisas que formaban esa hermandad lírica.
Murió en el Hospital Civil de Badajoz en 1902.